# Emmereziaspis galliformens
Emmereziaspis galliformens är en insektsart som först beskrevs av Grandpré och Charmoy 1899.  Emmereziaspis galliformens ingår i släktet Emmereziaspis och familjen pansarsköldlöss.
Artens utbredningsområde är Mauritius. Inga underarter finns listade i Catalogue of Life.